# 愛間みるく
愛間 みるく（あいま みるく、1989年2月17日 - ）は、日本の元AV女優。フィリピン生まれ、愛知県育ち。父が日本人で母がポルトガルと中国系フィリピン人のクォーター。シーメールである。愛称は｢あいみ｣「あいみゅん」。

## 略歴・人物
- 2007年12月、オペラと3本の出演契約をし『最高のシーメールデビュー　愛間みるく』でAVデビュー。
- 2008年4月にシーメールでは非常に珍しいサイン会のイベントを開くと同時に『最高のシーメール潮吹き失禁SEX 愛間みるく』がリリースされ[2]、以後フリーとなり企画作品にも出演するようになる。
- 2008年年末に開催された北都アカデミーアワードで、シーメールブームの火付け役となり活躍したとしてOPERA賞を受賞。
- 2009年4月3日、ブログにて休業を宣言、復帰は不明。
- 2009年8月頃、休業から復活をせずに、そのまま性別適合手術を受けアダルト業界を完全引退。[3][出典無効]

デビューしてほどなくDMM.R18の売り上げランキング1位になり、引退してなお連続TOP10入りを果たしている。趣味は読書、ダンス、ヨガ。特技はベリーダンス、物書き。

## アダルトビデオ作品
2007年
- 最高のシーメールデビュー 愛間みるく（2007年12月25日、OPERA［オペラ］） - ※AVデビュー作

2008年
- 最初で最後の南波杏&トリプルシーメール大乱交OPERAスペシャル（2008年2月25日、OPERA［オペラ］）
- 最高のシーメール潮吹き失禁SEX 愛間みるく（2008年4月25日、OPERA［オペラ］）
- ニューハーフヒロイン（2008年5月9日、ギガ）
- 超嬢≪ニューハーフ≫ みるく（2008年5月24日、レイディックス）
- ニューハーフ入り合コン!男なら、ホントの女を当ててみろ！ （2008年6月19日、クロス）
- 働く潮吹きシーメールの断れない手コキ事情 愛間みるく（2008年8月1日、V (ヴィ)）
- NEW HALF露出 愛間みるく（2008年8月18日、BeCool）
- 美人ニューハーフ専用集団痴女（2008年8月19日、クロス）
- ニューハーフ倶楽部 愛間みるく（2008年9月5日、OFFICE K'S）
- 本気イカセッ!! ニューハーフ凌辱 愛間みるく with丸山かのん（2008年9月19日、U&K）
- 妹は潮吹きシーメール女子校生 愛間みるく 早川瀬里奈（2008年10月13日、MOODYZ）
- 潮吹きシーメール 愛間みるく（2008年10月19日、ミスター・インパクト）
- Black Sod シーメールアクメ拷問 秘密捜査官 愛間みるく（2008年10月23日、SODクリエイト）
- 僕の彼女はニューハーフ 愛間みるく（2008年10月25日、竜宮城）
- 愛間みるく（2008年11月14日、U&K）
- 最初で最後の未来&トリプルシーメール大乱交OPERAスペシャル（2008年11月25日、OPERA［オペラ］）
- ニューハーフ受難 女王鞭とアナルマニア 愛間みるく（2008年12月1日、シネマジック）
- ニューハーフ愛間みるくの連続失禁ごっくんFUCK（2008年12月4日、アキノリ）
- 潮吹き ニューハーフ 愛間みるく（2008年12月15日、フォーエバー）

2009年
- 巨乳痴女お姉さん風間ゆみの美人竿ありニューハーフ性感説教男のちんぽの使い方（2009年1月19日、クロス）
- 集団ニューハーフ輪姦乱交レイプ 小澤マリア（2009年1月25日、ダスッ!）
- 絶頂シーメール連続イキ地獄 愛間みるく（2009年2月1日、CORE）
- 近親相姦優しく厳しい巨乳の母と、Jカップ爆乳痴女のお姉ちゃん。甘えん坊の兄弟は、とっても美人なニューハーフ（2009年2月19日、クロス）
- ニューハーフ×SM 愛間みるく（2009年2月20日、タイガーマイスターズ）
- 凌辱 ニューハーフ 愛間みるく（2008年3月15日、フォーエバー）
- 乃亜の竿アリ＆竿ナシダブル美人ニューハーフアクメ調教痴女責めFUCK（2009年4月19日、クロス）
- ニューハーフの素人カップルナンパ！！ 愛間みるくが彼氏を試す！！（2009年5月22日、タイガーマイスターズ）
- 淫乱ダブル美人ニューハーフと潮吹きファッカー大沢佑香（2009年6月19日、クロス）

## 受賞歴
- 北都アカデミーアワード2008「OPERA賞」